# Ожерелье королевы

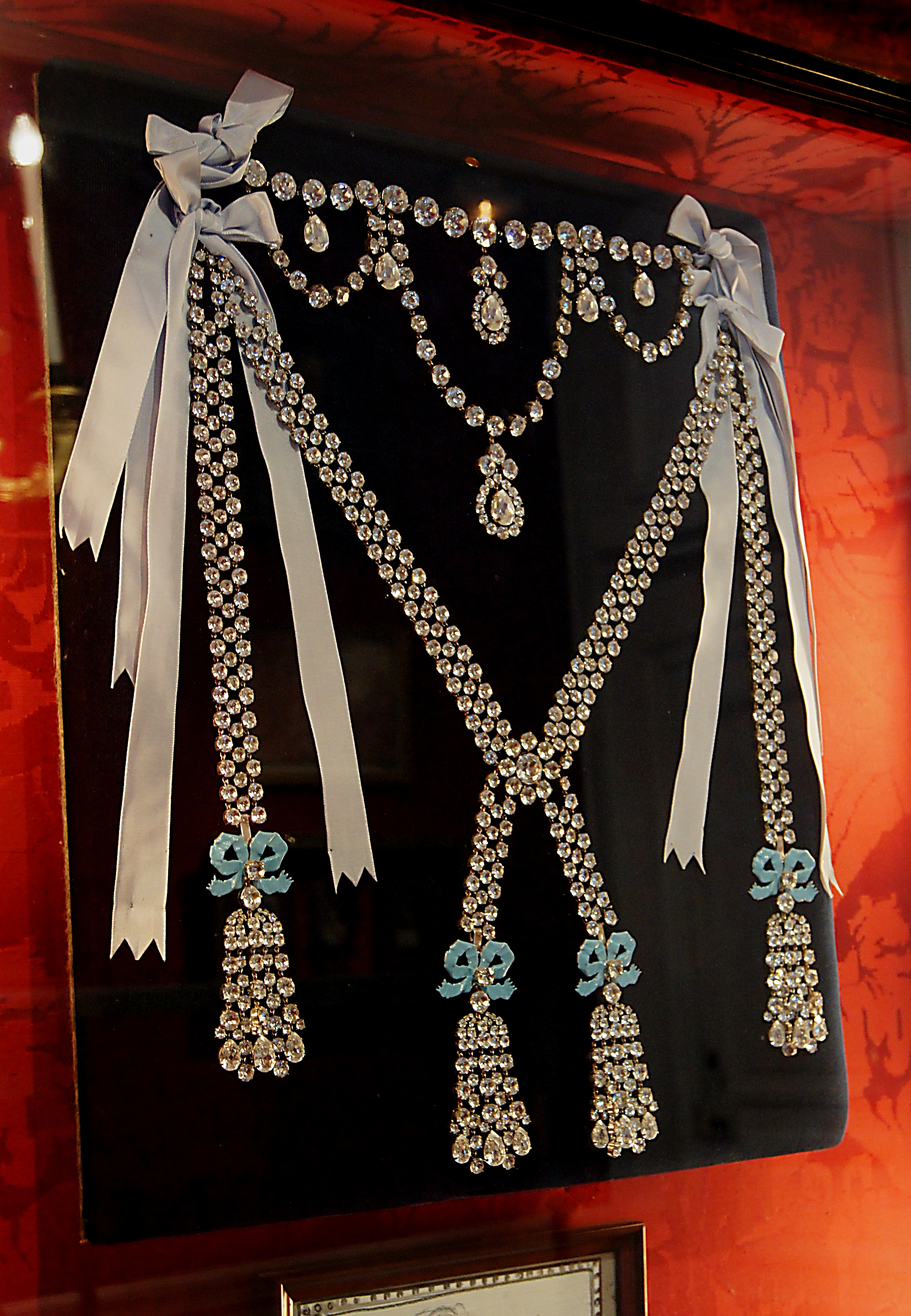
Ожерелье королевы (реконструкция)

«Ожерелье королевы» (фр. Affaire du collier de la reine, с фр. — «Дело о бриллиантовом ожерелье») — уголовное дело о мошенничестве с целью завладения ожерельем, якобы предназначавшимся для французской королевы Марии-Антуанетты, ставшее основанием для громкого и скандального уголовного процесса в 1785—1786 годах, незадолго до Великой французской революции.
Не все подробности этого дела установлены с достаточной определённостью.

## Суть дела

Мария-Антуанетта

У французских ювелиров Бемера и Бассанжа после смерти Людовика XV осталось на руках великолепное бриллиантовое ожерелье громадной стоимости, изготовленное для фаворитки короля, графини Дюбарри. После смерти короля фаворитка лишилась своих богатств, а нового покупателя для такой дорогой вещи найти было нелегко. Ювелиры попытались было склонить новую королеву Марию-Антуанетту к приобретению ожерелья в 1781 году, но, ввиду расстройства финансов, королева не решилась потребовать от Людовика XVI столь крупную сумму.
Некоторое время спустя придворная дама, мошенница и авантюристка графиня Жанна де Ламотт-Валуа, считавшаяся особой, приближённой к королеве (хотя сама Мария-Антуанетта заявила в 1793 году, перед собственной казнью, что никогда в жизни не была с ней знакома), выразила согласие по просьбе ювелиров переговорить с Марией-Антуанеттой. Через несколько дней Ламотт заявила, что королева покупает ожерелье, а ведение переговоров по этой сделке поручено одному знатному лицу. К ювелирам явился кардинал Луи де Роган и от имени королевы купил ожерелье за 1 млн 600 тыс. ливров; часть денег он заплатил наличными, а на остальную сумму выдал на различные сроки заёмные письма. Когда наступил первый срок платежа, деньги не были уплачены, а кроме того выяснилось, что подпись королевы на условиях покупки ожерелья похожа на поддельную. Впоследствии суд установил, что подпись была составлена Рето де Виллетом, который написал «Marie-Antoinette de France» («Мария-Антуанетта Французская») вместо положенной «Marie-Antoinette» («Мария-Антуанетта»).

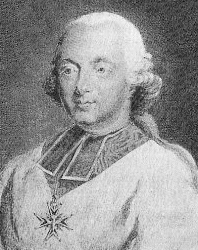
Кардинал де Роган

Ювелиры встревожились, довели дело до Людовика XVI, и вскоре, 15 августа 1785 года, кардинал де Роган, а через несколько дней мадам де Ламотт-Валуа и несколько других лиц (в том числе известный авантюрист Алессандро Калиостро, числившийся в друзьях и советчиках у де Рогана) были арестованы по обвинению в мошенничестве и присвоении себе ожерелья под видом мнимой покупки его для королевы. На суде оказалось, что Роган совершенно искренне считал себя поверенным королевы и явился жертвой обмана своей любовницы, графини де Ламотт. Последней известно было страстное желание кардинала видеть Марию-Антуанетту, приобрести её расположение и поправить свою политическую карьеру, к тому же все считали, что королева очень любит украшения. Пользуясь доверчивостью Рогана, графиня де Ламотт устроила ему в версальском парке мнимое свидание с королевой, которую изображала другая особа (суд выяснил, что это была модистка Николь Леге, жившая под фамилией д'Олива).

## Судебный процесс

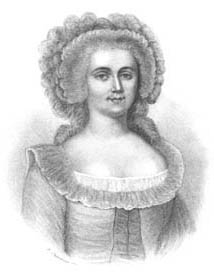
Графиня де Ламотт

Дело об ожерелье было разобрано Парижским парламентом, вынесшим приговор 31 мая 1786 года. Кардинал де Роган и Калиостро были оправданы и лишь высланы из страны, Ламотт-Валуа была приговорена к телесному наказанию, клеймению и заключению в тюрьме для проституток Сальпетриер; к телесному наказанию и клеймению был заочно приговорён и её муж, успевший сбыть часть камней из ожерелья и скрыться в Лондоне. Оппозиция восприняла оправдание Рогана, имевшего ореол «жертвы» королевских козней, очень положительно. 21 июня 1786 года Жанну де Ламотт высекли плетьми на Гревской площади, а затем палач заклеймил её плечо буквой «V» — voleuse («воровка»).
Процесс об ожерелье способствовал развитию недовольства в стране. Ламотт вскоре удалось бежать из тюрьмы и отправиться вслед за мужем в Лондон; там она опубликовала скандальные и «разоблачительные» мемуары о королеве, в которых преобладали факты из вторых рук и выдумки, однако многие деятели революции относились к ним с доверием, к тому же это было им выгодно в свете начавшихся в стране волнений.

## В культуре
Дело об ожерелье королевы изображено в одноимённом романе Александра Дюма-отца, со значительными отступлениями от исторических фактов. Подробно разбирает историю похищения ожерелья Стефан Цвейг в своей книге «Мария-Антуанетта». Этому также посвящён американский фильм «Дело об ожерелье» (The Affair of the Necklace, 2001). Во второй и третьей части серии книг «Кречет» Жюльетты Бенцони рассказывается история с ожерельем со значительными отступлениями. Делу об ожерелье посвящена одна из глав романа Е. И. Парнова «Ларец Марии Медичи». Также этому делу посвящено несколько серий аниме-сериала «Роза Версаля» (ベルサイユのばら бэрусайю но бара, 1979) по одноимённой манге Риёко Икэды.

## Тюильрийский клад
В 1789 году Людовик XVI, вынужденный покинуть Версаль в связи с французской революцией, перенёс свою резиденцию во дворец Тюильри. Заняв Тюильри 10 августа 1792 года, восставшее население Парижа низвергло монархию. 24 мая 1871 года большая часть Тюильри сгорела во время боев парижских коммунаров с версальцами. После подавления Коммуны на территории дворца производилась расчистка развалин; есть сообщения, что при этом рабочий Огюст Долонэ обнаружил железный сундук. Крышку сундука украшали три бурбонские лилии.
Находку доставили в министерство внутренних дел Франции, где торжественно вскрыли в присутствии главы правительства Тьера, министров и полицейского префекта Парижа. В сундуке обнаружили множество драгоценностей и, в том числе, роскошное ожерелье, которое идентифицировали как знаменитое «ожерелье королевы». Несмотря на то, что после войны с Пруссией Франция остро нуждалась в деньгах, клад был передан не в казну, а представителям династии Бурбонов.
Если обнаруженная в 1871 году драгоценность действительно была «ожерельем королевы», то это противоречит общепринятой версии.